# Okazaki
Okazaki (岡崎市, Okazaki-shi) és una ciutat localitzada a la prefectura d'Aichi, Japó. L'1 d'octubre de 2019, la ciutat tenia 386.999 i 164.087 llars, la seva densitat és de 999 persones per km². La seva àrea total és de 387.20 km².

## Història
L'àrea dal voltant d'Okazaki ha estat habitada durant molts milers d'anys. Els arqueòlegs han trobat restes del paleolític japonès. Nombroses restes del període Jōmon, i especialment dels períodes Yayoi i Kofun, incloent-hi molts monticles funeraris. Durant el període Sengoku, l'àrea va ser controlada pel clan Matsudaira, una branca de la qual va pujar més endavant a la prominència com el clan Tokugawa, que va governar el Japó durant el període Edo. Durant aquest temps, el domini Okazaki, un han feudal va ser establert per governar en l'àrea immediata al voltant d'Okazaki, i va ser confiat a un dàimio. Diversos dominis més petits també es van localitzar dins dels límits actuals de la ciutat, incloent-hi Fukozu (després de Mikawa-Nakajima), Okudono i Nishi-Ohira. La ciutat va prosperar com una estació de pas en el Tokaido que connecta Edo amb Kyoto.
Després de la restauració Meiji, la ciutat moderna d'Okazaki va ser establerta l'1 d'octubre de 1889 dins del districte de Nukata de la prefectura d'Aichi. L'1 d'octubre de 1914, Okazaki annexar la ciutat veïna de Hirohata. Okazaki va ser proclamada una ciutat l'1 de juliol de 1916. La ciutat va sofrir danys tant en el terratrèmol de Tōnankai de 1944 (que va matar a 9 persones) com en el terratrèmol de Mikawa de 1945 (que va matar 29 persones). Durant la Segona Guerra Mundial, el 19 de juliol de 1945 el bombardeig d'Okazaki va matar més de 200 persones i va destruir la major part del centre de la ciutat. Tot i que Okazaki era la localització d'un camp aeri de l'armada imperial japonesa, les instal·lacions militars no van ser danyades en l'atac. El 1955, a través d'una sèrie de fusions i consolidacions, l'àrea d'Okazaki es va expandir considerablement. Les antigues ciutats d'Iwazu, Fukuoka i Yahagi, i les viles de Honjuku, Yamanaka, Kawai, Fujikawa i Ryugai es van fusionar en Okazaki. El Tifó Vera van causar danys considerables i van matar a 27 residents. El 15 d'octubre de 1962, Okazaki annexar la ciutat veïna de Mutsumi.
Okazaki va ser proclamada una ciutat-nucli l'1 d'abril de 2003 amb major autonomia de govern de prefectural. L'1 de gener de 2006, la ciutat de Nukata (de districte de Nukata) es va fusionar a Okazaki.

## Ciutats agermanades
- Newport Beach, Califòrnia, Estats Units, des de novembre de 1984
- Uddevalla, Suècia,[2] since setembre 1968
- Hohhot, Inner Mongolia, Xina[2] des de l'agost de 1987

## Gent notoria d'Okazaki
- Takako Okamura, cantautor
- Yuki Fukaya, futbolista professional
- Naoko Fukazu, jugadora professional de tennis de taula femení
- Sei Hiraizumi, actor
- Kotaro Honda, científic, metal·lúrgic
- Yuko Kawai, pianista
- Motoo Kimura, biòleg
- Takashi Kondō, actor de veu
- Takeshi Nagata, geofísic
- Immi, músic
- Kotomitsuki Keiji, lluitador de sumo
- Ryo Miyaichi, futbolista professional
- Daisuke Nakajima, pilot de cotxes de carreres
- Satoru Nakajima, pilot de cotxes de carreres
- Kazuki Nakajima, pilot de cotxes de carreres
- Masamitsu Naito, polític
- Hitoshi Ogawa, pilot de cotxes de carreres
- Takahiro Sakurai, actor de veu
- Yasuo Segawa, il·lustrador
- Shiga Shigetaka, geògraf
- Seiken Sugiura, polític
- Nozomi Takeuchi, ídol del gravat
- Yumiko Tsuzuki, jugadora professional de voleibol femení
- Hiromasa Yamamoto, futbolista professional
- Yasunobu Okada, professor, Institut Nacional de Ciències Fisiològiques (NIPS)